# Helen Jenkins
Helen Rebecca Jenkins, née Tucker le 8 mars 1984 à Elgin en Écosse est un triathlète professionnelle britannique. Championne du monde de triathlon en 2008 et 2011.

## Biographie
Helen Jenkins  remporte le championnat britannique de triathlon junior en 2003 et fait ses débuts en championnat élite en 2006. Cette même année elle se blesse au talon d’Achille et après une convalescence, elle reprend la compétition en 2007, malgré quelques douleurs résiduelles. Elle remporte en 2008 le championnat du monde  à Vancouver au Canada et termine 21e aux Jeux olympiques d'été de 2008. Elle poursuit sa carrière en participant à de nombreuses compétitions organisées par la Fédération internationale de triathlon (ITU) et remporte en 2009 le triathlon de Londres, cette même année, elle se  classe troisième à la grande finale du championnat du monde de triathlon à Gold Coast. En 2011, elle remporte sa deuxième couronne  dans le championnat du monde et se qualifie pour les Jeux olympiques d'été de 2012 à Londres. En neuf ans de compétition, de 2002 à 2011 Helen Jenkins participe à quarante deux compétitions internationales organisées par l'ITU, réalise vingt huit « top dix » et quatorze podiums. Elle reçoit en 2011 avec le triathlète Alistair Brownlee le British Triathlon Annual Awards en récompense des remarquables résultats de leurs saisons respectives
Helene Jenkins a épousé son ami et entraîneur Marc Jenkins le 30 octobre 2008.

## Palmarès
Le tableau présente les résultats les plus significatifs (podium) obtenus sur le circuit international de triathlon depuis 2006.
| Année | Compétition                                        | Pays                | Position           | Temps           |
| ----- | -------------------------------------------------- | ------------------- | ------------------ | --------------- |
| 2016  | WTS Stockholm                                      | Suède               | Médaille de bronze | 2 h 4 min 6 s   |
| 2016  | WTS Gold Coast                                     | Australie           | Médaille d'or      | 1 h 56 min 3 s  |
| 2016  | WTS Abou Dabi                                      | Émirats arabes unis | Médaille de bronze | 1 h 56 min 26 s |
| 2015  | Championnat britannique                            | Royaume-Uni         | Médaille d'or      | 1 h 56 min 32 s |
| 2014  | WTS Le Cap                                         | Afrique du Sud      | Médaille d'argent  | 1 h 46 min 18 s |
| 2014  | WTS San Diego                                      | États-Unis          | Médaille d'argent  | 1 h 55 min 53 s |
| 2014  | WTS Auckland                                       | Nouvelle-Zélande    | Médaille de bronze | 2 h 9 min 10 s  |
| 2012  | WTS Sydney                                         | Australie           | Médaille d'argent  | 2 h 1 min 38 s  |
| 2012  | WTS San Diego                                      | États-Unis          | Médaille d'or      | 1 h 58 min 21 s |
| 2011  | Championnat du monde - Classement Général          |                     | Médaille d'or      |                 |
| 2011  | WTS Madrid                                         | Espagne             | Médaille d'argent  | 2 h 3 min 49 s  |
| 2011  | WTS Londres                                        | Royaume-Uni         | Médaille d'or      | 1 h 51 min 53 s |
| 2011  | WTS Pékin                                          | Chine               | Médaille d'argent  | 1 h 58 min 40 s |
| 2011  | WTS Kitzbühel                                      | Autriche            | Médaille d'argent  | 2 h 5 min 56 s  |
| 2011  | Championnats du monde de triathlon en relais mixte | Suisse              | Médaille d'or      | 1 h 9 min 29 s  |
| 2010  | Triathlon de Londres                               | Royaume-Uni         | Médaille d'or      | Timing          |
| 2010  | WTS Madrid                                         | Espagne             | Médaille de bronze | 2 h 6 min 9 s   |
| 2010  | WTS Londres                                        | Royaume-Uni         | Médaille de bronze | 1 h 51 min 53 s |
| 2009  | WTS Gold Coast                                     | Australie           | Médaille de bronze | 1 h 59 min 41 s |
| 2009  | WTS Londres                                        | Royaume-Uni         | Médaille de bronze | 1 h 54 min 29 s |
| 2009  | Triathlon de Londres                               | Royaume-Uni         | Médaille d'or      | Timing          |
| 2008  | Championnat du monde                               | Suisse              | Médaille d'or      | 2 h 1 min 37 s  |
| 2008  | Coupe du monde - l'étape de Madrid                 | Espagne             | Médaille d'argent  | 2 h 5 min 49 s  |
| 2006  | Championnat britannique                            | Royaume-Uni         | Médaille d'or      | Timing          |